# HD 95109
HD 95109, o U Carinae, è una stella supergigante gialla variabile Cefeide di magnitudine massima +5,74 situata nella costellazione della Carena. Dista circa 8500 anni luce dal sistema solare.

## Osservazione
Si tratta di una stella situata nell'emisfero celeste australe. La sua posizione è fortemente australe e ciò comporta che la stella sia osservabile prevalentemente dall'emisfero sud, dove si presenta circumpolare anche da gran parte delle regioni temperate; dall'emisfero nord la sua visibilità è invece limitata alle regioni temperate inferiori e alla fascia tropicale. Essendo di magnitudine pari a 6,9, non è osservabile ad occhio nudo; per poterla scorgere è sufficiente comunque anche un binocolo di piccole dimensioni, a patto di avere a disposizione un cielo buio.
Il periodo migliore per la sua osservazione nel cielo serale ricade nei mesi compresi fra febbraio e giugno; nell'emisfero sud è visibile anche per buona parte dell'inverno, grazie alla declinazione australe della stella, mentre nell'emisfero nord può essere osservata limitatamente durante i mesi primaverili boreali.

## Caratteristiche fisiche
La stella è una supergigante gialla classificata come variabile Cefeide; la sua magnitudine varia da +5,74 a +6,86 in un periodo di 38,83 giorni, il periodo più lungo tra le cefeidi classiche al di sotto della sesta magnitudine, limite al di sotto del quale una stella è solitamente visibile a occhio nudo.
Possiede una magnitudine assoluta di -6,22 e la sua velocità radiale positiva indica che la stella si sta allontanando dal sistema solare.